# 棣州
棣州，中国古代的州。大部在今山东省滨州市境。
隋朝开皇六年（586年）置，治所在阳信县（今山东阳信县西南）。大业二年（606年）改沧州，次年改为渤海郡。唐朝武德四年（621年）复为棣州，寻废；贞观十七年（643年）又置。治所在厌次县（今山东省惠民县东南，五代后梁南移十余里，北宋大中祥符中移今惠民县），辖境相当今山东省阳信、惠民、商河等县地。唐朝时，属河南道。北宋时，属河北东路。金朝时，属山东东路。元朝时，属济南路。明朝洪武初年，棣州和厌次县俱废除，洪武六年（1373年）复置州，改名为乐安州。宣德时，又改为武定州。 
| 唐朝棣州辖县 | 唐朝棣州辖县                                                     |
| ------------ | ---------------------------------------------------------------- |
| 621年        | 阳信县、乐陵县、厌次县、滳河县                                   |
| 623年        | 废除棣州，阳信县、乐陵县、厌次县、滳河县改属沧州                 |
| 643年        | 乐陵县、厌次县、滳河县、阳信县、蒲台县                           |
| 643年        | 厌次县（改治）、滳河县、阳信县、蒲台县（乐陵县改属沧州）         |
| 688年        | 厌次县、滳河县、阳信县、蒲台县（新增渤海县）                     |
| 746年        | 厌次县、滳河县、阳信县、渤海县、蒲台县                           |
| 828年        | 厌次县、滳河县、阳信县、渤海县、蒲台县（乐陵县、无棣县来属）     |
| 829年        | 厌次县、滳河县、阳信县、渤海县、蒲台县、乐陵县（无棣县改属沧州） |

| 唐朝棣州刺史 - 崔世枢（621年—623年） - 王积（贞观年间） - 相里玄奖（唐高宗时） - 杨德裔（唐高宗时） - 崔思暕（701年） - 柳俊（武周时） - 李延宗（武周时） - 董文昱（武周时） - 武方（武周时） - 杨志本（武周时） - 员半千（长安年间） - 刘无得（712年） - 李澄（开元初年） - 郭某（开元初年） - 萧瑾（开元年间） - 徐坚（717年—718年） - 韦济（730年，未任） - 皇甫翼（开元年间，未任） - 韦晟（开元年间） - 乐安郡太守 | - 张抱麟（大历年间） - 李长卿（782年） - 赵镐（784年—790年） - 崔渐（贞元年间） - 田涣（809年） - 崔弘礼（818年） - 曹华（818年—819年） - 刘约（821年） - 王稷（821年） - 栾濛（大和初年） - 唐弘实（828年） - 韩威（834年） - 田早（835年） - 令狐梅（853年—854年） - 严恪（咸通末年） - 张蟾（889年—891年） - 邵播（903年） - 史太（904年） - 刘仁遇（905年） - 独孤损（905年） |